# Actinominthella atrophopodella
Actinominthella atrophopodella är en tvåvingeart som beskrevs av Townsend 1928. Actinominthella atrophopodella ingår i släktet Actinominthella och familjen parasitflugor.
Artens utbredningsområde är Peru. Inga underarter finns listade i Catalogue of Life.